# Anna Tornbacka
Anna Inez Linnéa O:son Tornbacka, (fram till 1959 Ohlsson), född 5 april 1908 i Hörby församling i dåvarande Malmöhus län, död 27 september 1993 i Hörby församling, var en svensk målare. 
Hon var dotter till möbelfabrikören Per Ohlsson och Anna Andersson. Tornbacka studerade vid en konst och reklamskola i Stockholm 1938–1939 och vid Skånska målarskolan 1940–1943 samt vid Grünewalds målarskola i Stockholm 1944–1946 och genom självstudier under resor till bland annat Nederländerna och Belgien. Separat ställde hon ut i Hörby 1960 och hon medverkade i samlingsutställningar arrangerade av Hörby konstförening samt utställningar med provinsiell konst och i Malmö konstförenings utställning 1950. Hennes konst består av ett realistiskt måleri med stilleben, porträtt, figurer, blomstermotiv, och landskapsskildringar ofta med motiv från Hörbytrakten utförda i olja. Tornbacka är representerad vid Hörby lasarett. 
Hon förblev ogift och begravdes i Per Ohlssons familjegrav på Hörby kyrkogård.

## Fotnoter
1. ↑  Sveriges Dödbok 1901–2009, DVD-ROM, Version 5.00, Sveriges Släktforskarförbund (2010).
2. ↑  ANNA INEZ LINNÉA TORNBACKA Arkiverad 5 mars 2016 hämtat från the Wayback Machine. på Gravar.se. Åtkomst 21 maj 2014.